# Entoloma jahnii
Entoloma jahnii är en svampart som tillhör divisionen basidiesvampar, och som beskrevs av Wölfel och Winterh. Entoloma jahnii ingår i släktet Entoloma, och familjen Entolomataceae. Arten har ej påträffats i Sverige.